# Liste der Biografien/Hofb
Liste der Biografien |
Portal Biografien |
Personensuche
# |
A |
B |
C |
D |
E |
F |
G |
H |
I |
J |
K |
L |
M |
N |
O |
P |
Q |
R |
S |
T |
U |
V |
W |
X |
Y |
Z |
?
 
Ha |
Hd |
He |
Hi |
Hj |
Hk |
Hl |
Hm |
Hn |
Ho |
Hr |
Hs |
Ht |
Hu |
Hv |
Hw |
Hy
 
Hoa |
Hob |
Hoc |
Hod |
Hoe |
Hof |
Hog–Hok |
Hol |
Hom |
Hon |
Hoo |
Hop |
Hoq |
Hor |
Hos |
Hot |
Hou |
Hov |
How |
Hox |
Hoy |
Hoz
 
Hofa |
Hofb |
Hofd |
Hofe |
Hoff |
Hofg |
Hofh |
Hofi |
Hofk |
Hofl |
Hofm |
Hofn |
Hofp |
Hofr |
Hofs |
Hoft |
Hofv |
Hofw |
Hofz
Die Liste der Biografien führt alle Personen auf, die in der deutschsprachigen Wikipedia einen Artikel haben. Dieses ist eine Teilliste mit 40 Einträgen von Personen, deren Namen mit den Buchstaben „Hofb“ beginnt.

## Hofb

### Hofba
- Hofbauer, Albert (1910–1991), österreichischer Politiker (SPÖ), Landtagsabgeordneter, Mitglied des Bundesrates
- Hofbauer, Andreas Leopold (* 1967), österreichischer Philosoph, Schriftsteller, Psychohistoriker und Übersetzer
- Hofbauer, Anna (* 1988), deutsche MusicaldarstellerinAnna Hofbauer (* 1988)

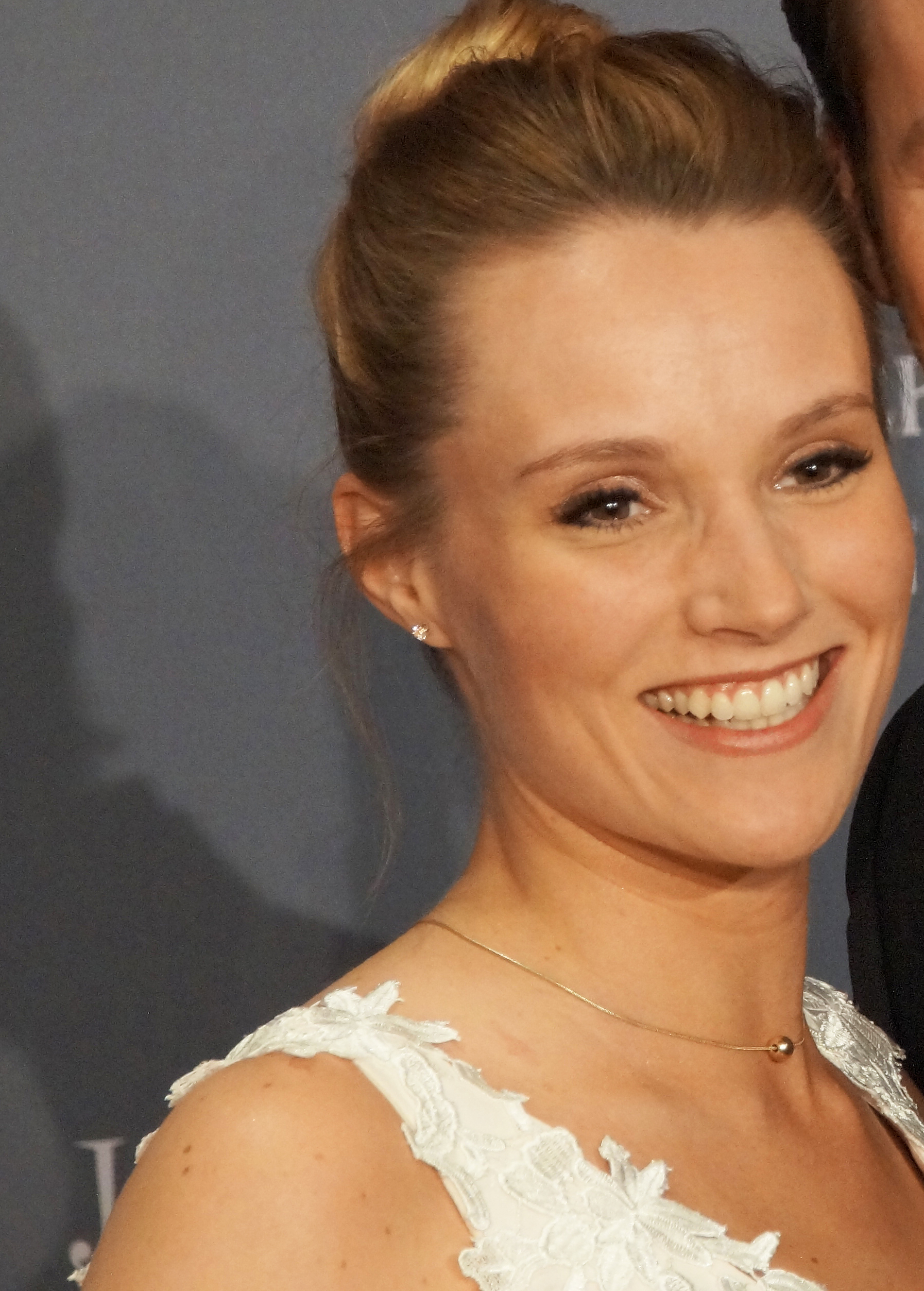
Anna Hofbauer (* 1988)

- Hofbauer, Arnošt (1869–1944), tschechischer Maler, Grafiker und Illustrator
- Hofbauer, Bruno (* 1967), österreichischer Offizier im Range eines Generalmajors
- Hofbauer, Dominik (* 1990), österreichischer Fußballspieler
- Hofbauer, Ernst (1925–1984), österreichischer Regisseur und Drehbuchautor
- Hofbauer, Friedl (1924–2014), österreichische Kinder- und Jugendbuchautorin
- Hofbauer, Fritz (1884–1968), österreichischer Schauspieler und Hörspielsprecher
- Hofbauer, Gert (1937–2017), österreichischer Musiker und Dirigent
- Hofbauer, Guggi (* 1986), österreichische Kabarettistin
- Hofbauer, Günter (* 1959), deutscher Fahrzeugentwickler und Designer von Spezialfahrzeugen für mobile Marketingaktionen und Ausstellungen
- Hofbauer, Hannes (* 1955), österreichischer Autor und Verlagsleiter
- Hofbauer, Harald (* 1956), österreichischer Schauspieler und Musicaldarsteller
- Hofbauer, Helmut (* 1973), österreichischer Philosoph
- Hofbauer, Johann (1950–2020), österreichischer Laborleiter und Politiker (ÖVP), Landtagsabgeordneter
- Hofbauer, Johann (* 1962), deutscher Aphoristiker
- Hofbauer, Josef (1875–1936), österreichischer Architekt
- Hofbauer, Josef (1886–1948), deutscher Journalist und Schriftsteller
- Hofbauer, Josef (* 1956), österreichischer Mathematiker
- Hofbauer, Klaus (1947–2021), deutscher Politiker (CSU), MdB
- Hofbauer, Klemens Maria (1751–1820), österreichischer Prediger, Mitglied des Ordens der Redemptoristen und Stadtpatron von WienKlemens Maria Hofbauer (1751–1820)

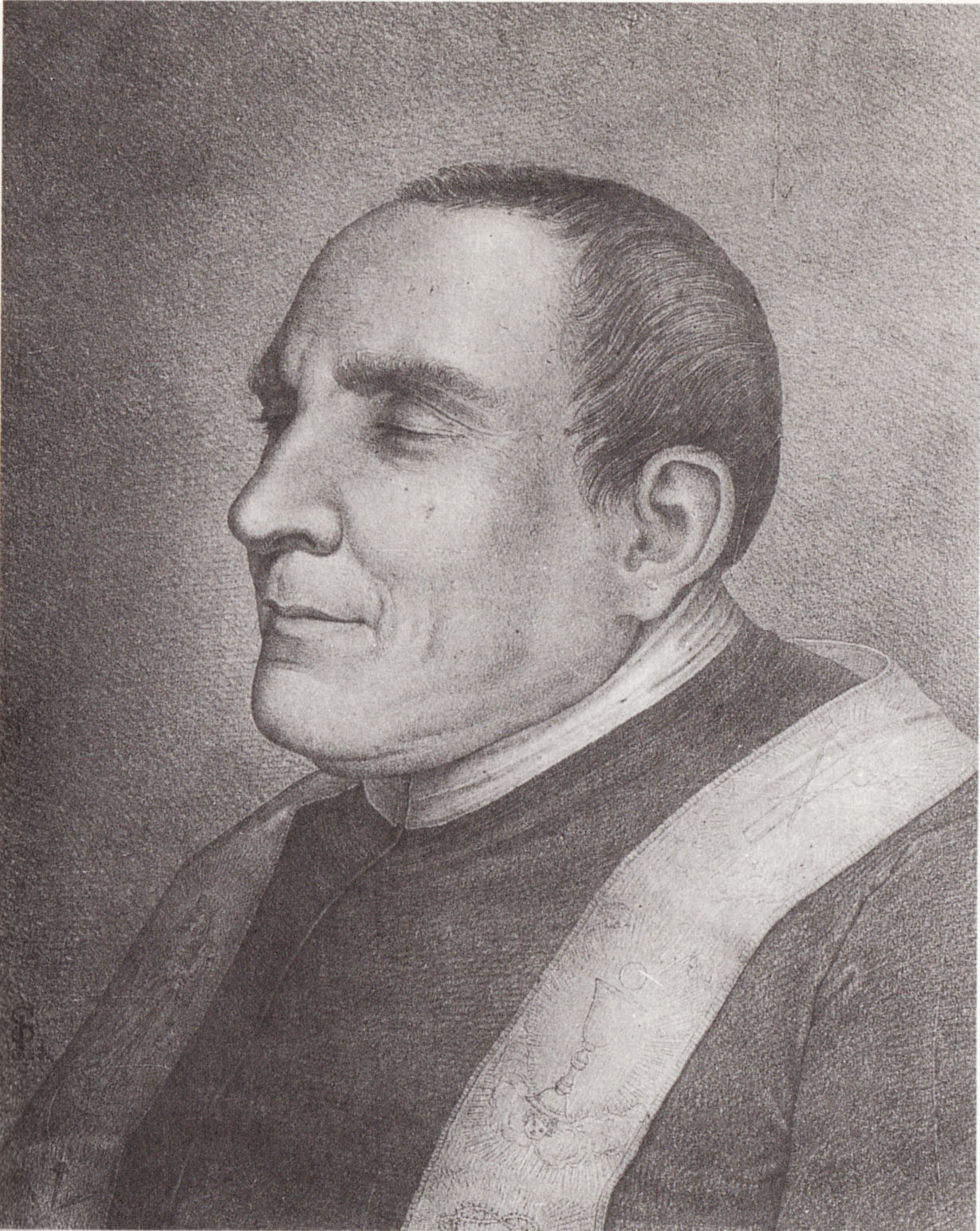
Klemens Maria Hofbauer (1751–1820)

- Hofbauer, Louis (1889–1932), österreichischer Maler
- Hofbauer, Ludwig (1843–1923), österreichischer Vedutenmaler und Aquarellist
- Hofbauer, Manfred (* 1960), österreichischer Politiker (FPÖ), Landtagsabgeordneter
- Hofbauer, Marcus (* 1981), österreichischer Sportmediziner, Unfallchirurg und Sachbuchautor
- Hofbauer, Martin, deutscher Offizier (Oberstleutnant i. G.) und Militärhistoriker
- Hofbauer, Martin (1992–2015), österreichischer Fußballspieler
- Hofbauer, Matthias (* 1981), Schweizer Unihockey-Spieler
- Hofbauer, Maximilian (* 1990), deutscher Eishockeyspieler
- Hofbauer, Michael (* 1975), deutscher Journalist
- Hofbauer, Michal (1964–2013), tschechischer Schauspieler
- Hofbauer, Otto (* 1932), österreichischer Fußballspieler
- Hofbauer, Peter (1886–1962), österreichischer Bauer und Politiker, Landtagsabgeordneter
- Hofbauer, Peter (* 1946), österreichischer Fernsehproduzent, Theaterleiter, Musicalautor und Privatdozent
- Hofbauer, Peter (* 1998), österreichischer Basketballspieler
- Hofbauer, Reinhard (1907–1976), deutscher Architekt, Bildhauer und Maler
- Hofbauer, Simon (* 1987), österreichischer Politiker (GRÜNE), Salzburger Landtagsabgeordneter
- Hofbauer, Ulrike, deutsche Sängerin

### Hofbe
- Hofberg, Magnus (1862–1919), schwedischer Harmoniumbauer